# Мурадова, Сона
Сона Мура́дова (31.12.1914, аул Херрик-Кала, Асхабадский уезд, Закаспийская область, Российская империя — 16.5.1997) — туркменская, советская актриса театра и кино. Народная артистка СССР (1955). Лауреат Сталинской премии третьей степени (1951).

## Биография
Родилась 31 декабря 1914 года в ауле Херрик-Кала (ныне в черте Ашхабада, Туркменистан) в семье крестьянина-бедняка.
С 1923 года — в интернате для девочек имени Эне Кулиевой.
В 1931 году окончила Ашхабадский педагогический техникум, где участвовала в хоре и драматическом кружке. Работала в Безмеине учительницей сельской школы, секретарём-переводчиком в Брынзотресте. Посещала театральную студию.
С 1934 года — актриса Туркменского драматического театра (позже — имени И. В. Сталина, с 1963 года — имени Молланепеса, ныне — Студенческий театр имени Молланепеса) (Ашхабад). В 1955—1960 годах — директор театра.
В 1939—1940 годах занималась в туркменской оперной студии, где готовились кадры для будущего музыкального театра. Учащимися студии была поставлена опера Г. Кахиани «Судьба бахши», в которой исполняла партию Узук.
Член ВКП(б) с 1940 года. Депутат Верховного Совета СССР 7—8 созывов (1966—1974). Была секретарём профкома, затем парткома театра.
Умерла 16 мая 1997 года.

### Семья
- Муж — Атамурад Бекмурадов (1922—1976), актёр Туркменского драматического театра имени Молланепеса. Народный артист Туркменской ССР (1964)[3].
- Сестра — Сурай Мурадова (1913—1996), актриса Туркменского драматического театра имени Молланепеса. Народная артистка Туркменской ССР (1949).

## Награды и звания
- Заслуженная артистка Туркменской ССР
- Народная артистка Туркменской ССР
- Народная артистка СССР (28.10.1955)
- Сталинская премия третьей степени (1951) — за исполнение роли Бике в спектакле «Семья Аллана» Г. Мухтарова
- Орден Ленина (1985)
- Орден Трудового Красного Знамени (1949)
- Медаль «За доблестный труд в Великой Отечественной войне 1941—1945 гг.»

## Театральные работы
- «Решающий шаг» Б. М. Кербабаева — Акнабат
- «Семья Аллана» Г. Мухтарова — Бике
- «Кёймир-Кёр» К. Бурунова и Б. Аманова — Огыл Бостан
- «Кушкинская крепость» А. Атаджанова — мать Замана
- «Кто преступник?» Г. Мухтарова — Дурсунова
- «Отелло» У. Шекспира — Эмилия
- «Васса Железнова» М. Горького — Васса Борисовна Железнова
- «Доходное место» А. Н. Островского — Фелисата Герасимовна Кукушкина
- «Платон Кречет» А. Е. Корнейчука — Бочкарёва
- «Гибель эскадры» А. Е. Корнейчука — Оксана
- «Ревизор» Н. В. Гоголя — Февронья Петровна Пошлёпкина
- «Любовь Яровая» К. А. Тренёва — Дунька
- «Счастье» П. А. Павленко и Э. С. Радзинского — Варвара Огарнова
- «Гроза» А. Н. Островского — Марфа Игнатьевна Кабанова
- «Судьба» X. Деряева — Тачсолтан
- «Без вины виноватые» А. Н. Островского — Нина Павловна Коринкина
- «Зохре и Тахир» Б. Аманова — мать
- «Бунт невесток» С. А. Усманходжаева — свекровь
- 1954 — «Семья» И. Ф. Попова — Мария Александровна Ульянова
- 1969 — «Твоею любовью» Т. Эсеновой — Ходжат

## Фильмография
- 1941 — Прокурор — Огульбике Халанова
- 1956 — Честь семьи — Беки
- 1967 — Тихая невестка — соседка
- 1973 — Надо любить — мать Ширин
- 1974 — Когда женщина оседлает коня — знахарка
- 1976 — Волшебная книга Мурада — Айбиби
- 1979 — Время по солнцу — бабушка Гозель
- 1979 — Голуби живут в кяризах
- 1984 — Возвращение покровителя песен — эпизод